# På den anden side
På den anden side er debutalbummet fra den danske singer-songwriter Peter Sommer, der blev udgivet den 11. oktober 2004 på Genlyd 2000 og BMG. Første single, "Valby Bakke" blev valgt som Ugens Uundgåelige på P3 i 2004.
Efter at have udgivet to album i duoen Superjeg i perioden 2002–03, mødte Peter Sommer producer Henrik Balling efter en Superjeg-koncert. Samarbejdet med Henrik Balling foregik ved, at Peter Sommer mødte ind i Ballings studie med en demo, bestående af sang og guitar, som Henrik Balling byggede produktionen på. Om sine tekster, har Peter Sommer udtalt: "For et par år tilbage skulle man helst have en lille Rifbjerg i maven for at kunne synge på dansk. Jeg holder mig ikke for fin til at synge om noget, men samtidig skal man ikke bare være plat . Jeg er hverken sur eller bitter, bare ambitiøs. Det handler om at bruge sproget aktivt. At have sproget i en sky omkring sig."
Peter Sommer vandt P3 Prisen ved P3 Guld 2004. Albummet modtog i marts 2006 guld for 20.000 solgte eksemplarer.

## Anmeldelser
Kim Skotte gav i Politiken fem ud af af seks hjerter. Skotte mente, at Peter Sommer var "i stand til at fremkalde store ting af tilsyneladende enkle og naive småtterier", og beskrev teksterne som "spækket med den slags poesi, der er både mundret og afvæbnende". BT's anmelder Henning Høeg skrev, at Peter Sommer med albummet markerede "et nyt spændende kapitel i dansk pop med både hjerte og hjerne", og fremhævede Henrik Ballings produktion som et "poppet, interessant men aldrig søgt lydbillede".
Henrik Queitsch fra Ekstra Bladet gav På den anden side fire ud af seks stjerner. Anmelderen skrev, at Peter Sommer mestrer "den svære kunst at skrive dansksproget lyrik, der på en gang er ligefrem og dobbeltbundet", og sammenlignede ham med sangskrivere som Eik Skaløe, Niels Skousen, C.V. Jørgensen og Laus Bengtsson. I sin anmeldelse for Dagbladet Information, var Klaus Lynggaard mest begejstret for Peter Sommers tekster, men kritisk over for det melodiske materiale, der dog "ligger perfekt til Sommers toneleje, der balancerer mellem det talte og det sungne".
Jyllands-Postens anmelder Jakob Lambertsen tildelte albummet tre ud af seks stjerner, og skrev: "Solodebutanten har sat farten ned og er ikke så grænsesøgende som i Superjeg. Når hans listige ordspil fremsættes så adstadigt som her, forsvinder kvikheden og overraskelseseffekten." Anmelderen mente at teksterne var "kejtede og naivistiske". Thomas Søie Hansen fra Berlingske gav ligeledes På den anden side tre ud af seks stjerner, og skrev: "Når Peter Sommer er bedst, er han mesterlig. Desværre er han også leveringsdygtig i mange overflødige sange, som klinger for konstrueret, lidt ligegyldige, og som lukker sig inde i et eget univers, hvilket synes underligt, da han har haft assistance fra popmesteren Henrik Balling - men det kan man bare ikke høre."

## Spor
| #   | Titel                      | Tekst                    | Musik             | Længde |
| --- | -------------------------- | ------------------------ | ----------------- | ------ |
| 1.  | "Valby Bakke"              | Peter Sommer             | Sommer            | 3:58   |
| 2.  | "Bombesikker"              | Sommer, Carsten Valentin | Sommer            | 2:38   |
| 3.  | "Københavns energi"        | Sommer                   | Sommer            | 3:03   |
| 4.  | "Flygtning"                | Sommer                   | Sommer            | 3:42   |
| 5.  | "Endnu en sommer er forbi" | Sommer                   | Sommer            | 3:54   |
| 6.  | "Halvleg"                  | Sommer                   | Sommer            | 1:55   |
| 7.  | "Chris & Tania"            | Sommer                   | Sommer            | 2:38   |
| 8.  | "Tigger"                   | Sommer                   | Sommer            | 3:24   |
| 9.  | "Vand ved siden af"        | Sommer                   | Lise Westzynthius | 4:16   |
| 10. | "Hvis bare jeg ku'"        | Sommer                   | Sommer            | 1:35   |
| 11. | "Pigen & Øen"              | Sommer                   | Sommer            | 4:53   |

## Personel
- Produceret, arrangeret og mixet af Henrik Balling
- Indspillet i Tornado, Evighedsstudiet samt i Hullet
- Henrik Balling – teknik
- Søren Zahle Schou – supplerende teknik
- Henrik Lund – supplerende teknik
- Kim G. Hansen – supplerende teknik
- Morten Bue – mastering hos Tocano i Nyhavn

## Hitlisteplacering
| Hitliste (2005)    | Højeste placering | Certificering |
| ------------------ | ----------------- | ------------- |
| Dansk Album Top-40 | 5                 | Guld          |